# Гримм, Константин Сергеевич
Константин Сергеевич Гримм (7 декабря 1928 — 1999) — советский хоккеист, нападающий, тренер.

## Биография
В сезоне 1949/50 выступал за «Спартак» Воронеж. В сезоне 1951/52 играл за московские клубы МАИ и «Наука». В дальнейшем выступал за команды «Химик» / ДК им. Карла Маркса (Электросталь) (1952/53, 1953/54), «Химик» Воскресенск / Москва (1954/55 — 1955/56), «Красная звезда» Краснокамск (1956/57), «Торпедо» Глазов (1957/58 — 1958/59).
В 1 группе / классе «А» провёл три сезона (1953/53 — 1953/54, 1955/56).
Старший тренер команд «Торпедо» / «Прогресс» Глазов (1959/60, 1962/63 — 1967/67; по другим данным — 1958—1968), «Красная звезда» (1960/61).